# Aeroportul Municipal Lyons-Rice County
Aeroportul Municipal Lyons-Rice County (IATA: LYO, ICAO: KLYO, FAA LID: LYO) este un aeroport din Comitatul Rice, Kansas, Statele Unite ale Americii.
Situat la o altitudine de 515,66064 m, aeroportul dispune de 1 pistă.

## Infrastructură

### Piste
Aeroportul dispune de o singură pistă. Pista 17/35 are suprafața de beton și dimensiunile 4.401 picioare × 75 picioare. 